# 라티누스

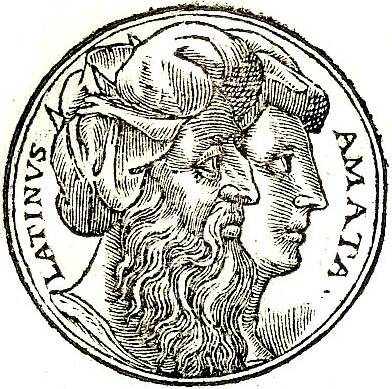

라티누스(Latinus)는 고대 로마의 전설 속 영웅으로, 이탈리아 라티움 지방의 왕이다. 라티움이란 지역명과 그곳에 사는 라티니 족의 이름은 그로부터 유래 되었다. 흔히 목신 파우누스의 아들이라고 알려져 있으나, 그리스 전설에서는 영웅 오디세우스와 마녀 키르케의 아들이라고 전한다.
트로이 전쟁에서 활약한 영웅 아이네이아스가 선물을 가지고 트로이에서 왔을 때, 신탁에 따라 자신의 딸 라비니아를 그의 아내로 주려고 하였다. 라비니아의 약혼자 투르누스는 이에 반대했지만 결국 아이네이아스는 라비니아의 남편이 되어 라티누스의 왕위를 이어받고 라티움에 정착한다.

## 같이 보기
- 라티움